# Concepto
Concepto (L. conceptio, derivados do zigoto) é composto pelo embrião e seus anexos (L. apêndices ou partes adjuntas) ou membranas associadas (i.e., os produtos da concepção). O concepto inclui todas as estruturas embrionárias e extra-embrionárias que se desenvolvem a partir do zigoto. Portanto, inclui o embrião e também a parte embrionária da placenta e suas membranas associadas — âmnio, saco coriônico (gestacional) e saco vitelino. O aborto é a interrupção prematura do desenvolvimento e expulsão do concepto do útero, ou expulsão de um embrião ou de um feto antes de se tornar viável — capaz de viver fora do útero.
Predefinição:Embriologia Clínica. 8ª ed. MOORE, K. L.2008